# Cemitério dos Inválidos

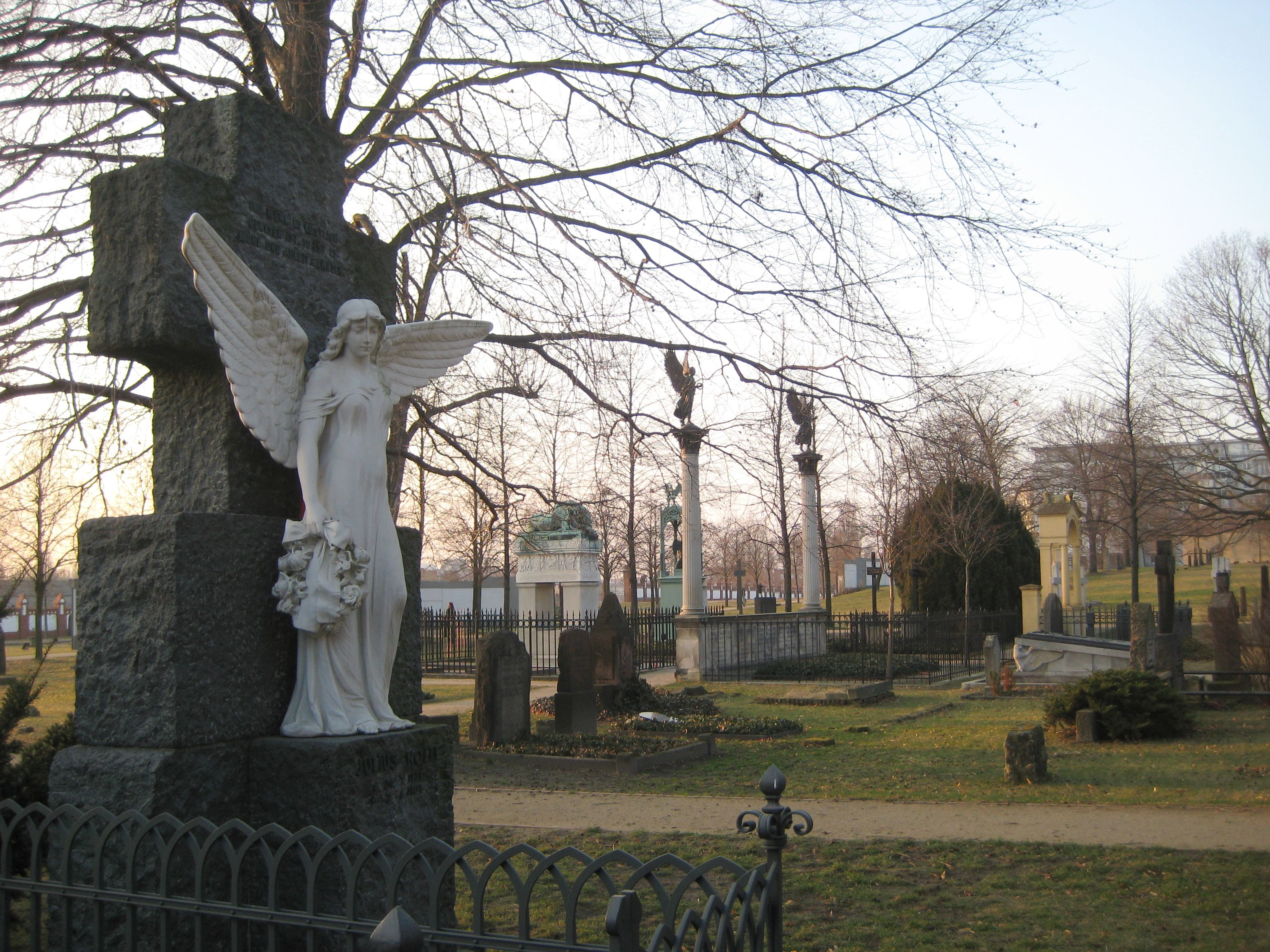
O Invalidenfriedhof

O Cemitério dos Inválidos (em alemão:  Invalidenfriedhof) é um dos mais antigos cemitérios de Berlim. Foi o local tradicional de sepultamento do Exército da Prússia, sendo reconhecido como particularmente importante como um memorial da Campanha da Alemanha contra Napoleão Bonaparte de 1813-1815.

## Sepultamentos notáveis
Em ordem cronológica:
- Hans Karl von Winterfeldt
- Gerhard von Scharnhorst
- Job von Witzleben
- Friedrich Bogislav Emanuel Tauentzien von Wittenberg
- Friedrich von Holstein
- Karl Friedrich Friesen
- Hermann von Boyen
- August Hiller von Gaertringen
- Therese Elssler
- Julius von Groß genannt Schwarzhoff
- Alfred von Schlieffen
- Karl von Schönberg
- Helmuth Johannes Ludwig von Moltke
- Moritz von Bissing
- Hans-Joachim Buddecke
- Maximilian von Prittwitz und Gaffron
- Hermann von Eichhorn
- Olivier Freiherr von Beaulieu-Marconnay
- Robert von Klüber
- Rudolf Berthold
- Hans Hartwig von Beseler
- Friedrich von Baudissin
- Manfred Albrecht Freiherr von Richthofen
- Max Hoffmann
- Josias von Heeringen
- Ludwig von Schröder
- Werner von Frankenberg zu Proschlitz
- Ludwig von Falkenhausen
- Hans von Seeckt
- Hans Maikowski
- Adolf Karl von Oven
- Rochus Schmidt
- Oskar von Watter
- Werner von Fritsch
- Wolff von Stutterheim
- Lothar von Arnauld de la Perière
- Friedrich-Carl Cranz
- Ernst Udet
- Werner Mölders
- Walter von Reichenau
- Herbert Geitner
- Fritz Todt
- Reinhard Heydrich
- Curt Haase
- Hermann von der Lieth-Thomsen
- Carl August von Gablenz
- Hans Fuß
- Hans Valentin Hube
- Rudolf Schmundt
- Walter Marienfeld